# Amanda Lightfoot
Amanda Lightfoot (seit 2022 verheiratete Maddalin; * 30. Januar 1987 in Coventry) ist eine ehemalige britische Biathletin. Lightfoot nahm an zwei Olympischen Winterspielen sowie neun Weltmeisterschaften teil. Anhand ihrer internationalen Erfolge ist sie die allgemein erfolgreichste Biathletin ihres Landes.

## Sportliche Karriere

### Nationale Titel
National gewann Amanda Lightfoot 2007 den Titel mit der Staffel, Silber im Team und Bronze mit der Militärpatrouille. Im Jahr darauf wurde sie Vizemeisterin in Staffel und Team sowie Dritte im Einzel und mit der Militärpatrouille. Auch 2009 gewann sie Silber mit der Militärpatrouille, zudem im Teamwettbewerb. Ihr national erfolgreichstes Jahr war 2010 mit dem Titelgewinn in Einzel, Sprint und im Teamwettbewerb sowie der Gewinn von Silber mit der Staffel und im Massenstart. Auch 2011 gewann sie zwei Titel, im Sprint sowie in der Teamwertung. Dreimal gewann sie zudem Silber.

### Weltcupdebüt und erste Europameisterschaften (2007/2008)
Amanda Lightfoot ist Soldatin, sie startete für ihre Einheit, die AGC Ladies. Ab 2007 gehörte sie zum britischen Nationalkader und startete seitdem auch in internationalen Rennen. Ihre ersten Rennen bestritt sie im Rahmen des Biathlon-Europacups. 2008 schaffte sie mit einem 22. Platz in einem Verfolgungsrennen in Cesana San Sicario ihr bestes Ergebnis in der zweithöchsten Rennserie des Biathlons. Höhepunkt der ersten Saison wurden die Biathlon-Europameisterschaften 2008 in Nové Město na Moravě, bei der Lightfoot für vier Rennen nominiert war, aber nur im Sprint und in der Staffel antrat, wo sie 58. und 12. wurde. In der Saison 2008/09 feierte die Britin in Hochfilzen in einem Staffelrennen ihr Weltcup-Debüt und wurde 19. In Ruhpolding konnte die Staffel mit Lightfoot die Platzierung um einen Rang verbessern.

### Erste Weltcuppunkte für eine britische Biathletin (2009–2012)
An Weltmeisterschaften nahm Lightfoot 2009 erstmals teil. Sie konnte sich aber weder im Sprint als 105. noch im Einzelrennen als 104. in den Top 100 platzieren. Mit der britischen Staffel belegte sie an der Seite von Adele Walker, Emma Fowler und Alanda Scott Platz 21. Im weiteren Verlauf des Jahres nahm die Britin auch an den Sommerbiathlon-Weltmeisterschaften 2009 in Oberhof teil und belegte den 42. Platz im Sprint auf Skirollern und erreichte als überrundete Läuferin beim Verfolgungsrennen nicht das Ziel. In der Saison 2009/10 schaffte sie mit Platz 71 in einem Sprint in Kontiolahti ihr für lange Zeit bestes Ergebnis im Weltcup und bestätigte diese Platzierung zum Auftakt der Saison 2010/11 bei einem Einzel in Östersund. Im weiteren Verlauf der Saison konnte sie sich stetig steigern. Zum Saisonhöhepunkt, den Biathlon-Weltmeisterschaften 2011, erreichte sie als 34. des Einzels nicht nur ihre beste Platzierung in einem Weltcuprennen, sondern gewann auch erstmals Weltcuppunkte. Es waren zugleich die ersten von einer Britin gewonnenen Weltcuppunkte im Biathlon. Schon zuvor nahm sie am Sprintrennen teil und qualifizierte sich dort als 54. für die Verfolgung, die sie jedoch als überrundete Läuferin nicht beenden konnte. Mit Walker, Lee-Steve Jackson und Pete Beyer wurde sie zudem 19. mit der Mixed-Staffel. Ihre zu dem Zeitpunkt beste Platzierung in einem IBU-Cup-Rennen erzielte Lightfoot im Vorfeld der WM 2012 in Canmore mit Position 17 im Einzel.

### Olympiateilnahme und Karrierebestleistungen bei Weltmeisterschaften (2012–2018)
Bei den Weltmeisterschaften in Ruhpolding gelang ihr mit dem 34. Rang im Sprint ein erneuter Punktgewinn, im anschließenden Verfolger ging es auf Platz 43. Auch an den folgenden Weltmeisterschaften nahm die Britin teil, wieder erreichte sie den Verfolger. Ihr mit Abstand größter Karriereerfolg folgte allerdings ein Jahr später, als Lightfoot als einzige Britin für die Olympischen Spiele nominiert wurde. Sie erreichte in den Einzelrennen die Ränge 69 und 74. Für Aufmerksamkeit sorgte sie im Biathlon-Weltcup bei der Mixed-Staffel in Nové Město na Moravě, wo sie beim ersten Schießen die Führende war. Dies war das erste Mal, dass eine britische Staffel ein Weltcup-Rennen anführte. Nachdem sie sich beim Stehendschießen eine Strafrunde einhandelte, fiel die Staffel wieder zurück. Während die regulären Weltcupsaisons für die Britin in den kommenden Jahren eher enttäuschend verliefen, war sie zu den Saisonhöhepunkten immer wieder zur Stelle. In Kontiolahti, Oslo und Hochfilzen erreichte sie immer mindestens eine Top-50-Platzierung. In Hochfilzen war mit dem 32. Rang im Einzel sogar eine persönliche Bestleistung dabei. Zum Auftakt der folgenden Saison unterbot Lightfoot diese Platzierung mit Rang 31 im Einzel von Östersund erneut.

### Top 10 im IBU-Cup, Top 20 im Weltcup und zweite Olympiateilnahme (2018–2022)
Mehrere allgemein gute Saisons bescherten Amanda Lightfoot 2018 ihre zweite Olympiateilnahme. In Pyeongchang erzielte sie in den Einzelrennen die Plätze 73 und 67. Nachdem sie fast im kompletten Jahr 2018 Regimentsdienst leisten musste, konnte die Britin nur äußerst wenig trainieren und verpasste die Saison 2018/19 komplett. Umso stärker fand die zum Zeitpunkt 32-jährige in die darauffolgende Saison zurück. Sie startete bis zu den Weltmeisterschaften im IBU-Cup und erzielte mit einer Ausnahme immer einen Platz unter den besten 60, darunter sogar sechs Top-20-Platzierungen wie Rang 12 im Massenstart60 in Ridnaun. Die Weltmeisterschaften hingegen verliefen eher enttäuschend, nach Rang 90 im Sprint und Rang 64 im Einzel schloss sie die Single-Mixed-Staffel gemeinsam mit Vinny Fountain auf dem 30. und damit letzten Rang ab. Ein Jahr später ging sie nach einer weiteren Weltcupsaison auch bei den Weltmeisterschaften 2021 an den Start. Die Saison 2021/22 sollte schließlich Lightfoots erfolgreichste werden. Nach einem katastrophalen Start in die Saison inklusive eines schweren Sturzes in Östersund brillierte die Britin im Januar 2022 mit Platz 5 im Sprint von Osrblie, ihrer ersten Top-10-Platzierung in einem IBU-Cup-Rennen. Angespornt davon lief sie sechs Tage später im Weltcup von Antholz auf den 20. Rang im Einzel und verpasste ihren ersten Massenstart nur um gut 20 Sekunden. Zwar verlief der Rest der Saison ebenso recht erfolgreich, allerdings verpasste Lightfoot eine dritte Teilnahme bei Olympischen Spielen mit weniger als zehn Punkten denkbar knapp.
Am 16. März 2022 gab Lightfoot schließlich das Ende ihrer Karriere bekannt. Ihr letztes Rennen lief die 35-jährige drei Tage darauf in der Verfolgung von Oslo am Holmenkollen.

## Persönliches
Amanda Lightfoot ist seit April 2022 ihrem Trainer, dem Italiener Ilario Maddalin, verheiratet. Sie lebt in South Shields.

## Statistiken

### Weltcupplatzierungen
Die Tabelle zeigt alle Platzierungen (je nach Austragungsjahr einschließlich Olympische Spiele und Weltmeisterschaften).
- 1.–3. Platz: Anzahl der Podiumsplatzierungen
- Top 10: Anzahl der Platzierungen unter den ersten zehn (einschließlich Podium)
- Punkteränge: Anzahl der Platzierungen innerhalb der Punkteränge (einschließlich Podium und Top 10)
- Starts: Anzahl gelaufener Rennen in der jeweiligen Disziplin

| Platzierung         | Einzel | Sprint | Verfolgung | Massenstart | Staffel | Gesamt |
| ------------------- | ------ | ------ | ---------- | ----------- | ------- | ------ |
| 1. Platz            |        |        |            |             |         |        |
| 2. Platz            |        |        |            |             |         |        |
| 3. Platz            |        |        |            |             |         |        |
| Top 10              |        |        |            |             |         |        |
| Punkteränge         | 4      | 1      |            |             | 17      | 22     |
| Starts              | 26     | 62     | 8          |             | 17      | 113    |
| Stand: Karriereende |        |        |            |             |         |        |

### Olympische Winterspiele
Ergebnisse bei Olympischen Winterspielen:
|                                             | Einzelwettbewerbe | Einzelwettbewerbe | Einzelwettbewerbe | Einzelwettbewerbe |
| Einzel                                      | Sprint            | Verfolgung        | Massenstart       |                   |
| ------------------------------------------- | ----------------- | ----------------- | ----------------- | ----------------- |
| Olympische Winterspiele 2014 \| Sotschi     | 69.               | 74.               | –                 | –                 |
| Olympische Winterspiele 2018 \| Pyeongchang | 73.               | 67.               | –                 | –                 |

### Biathlon-Weltmeisterschaften
Ergebnisse bei den Weltmeisterschaften:
| Weltmeisterschaften | Weltmeisterschaften | Einzelwettbewerbe | Einzelwettbewerbe | Einzelwettbewerbe | Einzelwettbewerbe | Staffelwettbewerbe | Staffelwettbewerbe | Staffelwettbewerbe   |
| Jahr                | Ort                 | Einzel            | Sprint            | Verfolgung        | Massenstart       | Damenstaffel       | Mixedstaffel       | Single-Mixed-Staffel |
| ------------------- | ------------------- | ----------------- | ----------------- | ----------------- | ----------------- | ------------------ | ------------------ | -------------------- |
| 2009                | Pyeongchang         | 104.              | 105.              | –                 | –                 | 21.                | –                  | –                    |
| 2011                | Chanty-Mansijsk     | 33.               | 53.               | LAP               | –                 | 19.                | 18.                | –                    |
| 2012                | Ruhpolding          | 59.               | 36.               | 43.               | –                 | 22.                | 24.                | –                    |
| 2013                | Nové Město          | 95.               | 58.               | 52.               | –                 | –                  | 25.                | –                    |
| 2015                | Kontiolahti         | 66.               | 47.               | 47                | –                 | –                  | 25.                | –                    |
| 2016                | Oslo                | 48.               | 81.               | –                 | –                 | –                  | –                  | –                    |
| 2017                | Hochfilzen          | 32.               | 66.               | –                 | –                 | –                  | –                  | –                    |
| 2020                | Antholz             | 64.               | 90.               | –                 | –                 | –                  | –                  | 30.                  |
| 2021                | Pokljuka            | DNS               | 81.               | –                 | –                 | –                  | –                  | –                    |